# Anton Lindner
Anton Lindner (* 14. Dezember 1874 in Lemberg; † 30. Dezember 1928 in Wandsbek; Pseudonym: Pierre d'Aubecq) war ein deutschsprachiger Lyriker, Erzähler, Kunst-, Literatur- und Theaterkritiker, Übersetzer und Zeitungsredakteur.

## Leben
Lindners Vater war Augenarzt und ließ sich in Wien nieder. Dort studierte Lindner auch Jura an der Universität und legte 1896 die Examina ab. Inzwischen hatte er sich bereits der Schriftstellerei zugewandt, schrieb Rezensionen für Wiener Journale und beteiligte sich anfangs auch am Dichterkreis Jung-Wien.  Als Theaterkritiker entdeckte er das Talent des Kaufmannslehrlings und später berühmten Rezitators Marcell Salzer.
Eine Zeitlang war er Redakteur der Wiener Rundschau. Sein Schulfreund Karl Kraus lobte, wie Lindner „in kräftiger, kaustischer, wenn auch manchmal burlesker Prosa Kunstfragen zu Leibe geht“.
Ebenso wie Kraus war Lindner mit Paul Barsch in Breslau befreundet; ihre Artikel in den Monats-Blättern der Breslauer Dichterschule gehören jeweils zu ihren frühesten veröffentlichten Arbeiten. Gemeinsam planten sie zu Beginn der 1890er Jahre die Herausgabe einer periodisch erscheinenden Satirenanthologie. Obwohl bereits das Briefpapier und Geschäftsstempel gestaltet worden waren und Frank Wedekind einen Beitrag eingesandt hatte, wurde das Projekt nicht realisiert. Von Lindner ist der Ausspruch überliefert: „Man kann Satyren formen ohne zu sprechen, das Lächerliche plastisch kneten, ohne zu sagen, daß es lächerlich ist.“
Als Zeitsatire gegen die schwüle Atmosphäre des Fin de siècle ist auch das Werk Die Barrisons von 1897 zu verstehen, eine fiktive Reportage über die Tanztruppe Barrison Sisters von fünf Demi-vierge-Schwestern. Es erschien mit aufwändigem Art-déco-Buchschmuck und Zeichnungen von Th. Th. Heine. Lindner gab es als (fiktive) Übersetzung aus dem Französischen unter Pseudonym heraus und widmete es Pablo Roballo (Paul Barsch), „dem großen einsamen Menschen, dem Instinkt-, Kultur- und Künstlermenschen, der in der Lage gewesen, ihm manches biografische und kunstpsychologische Material zur Verfügung zu stellen“.

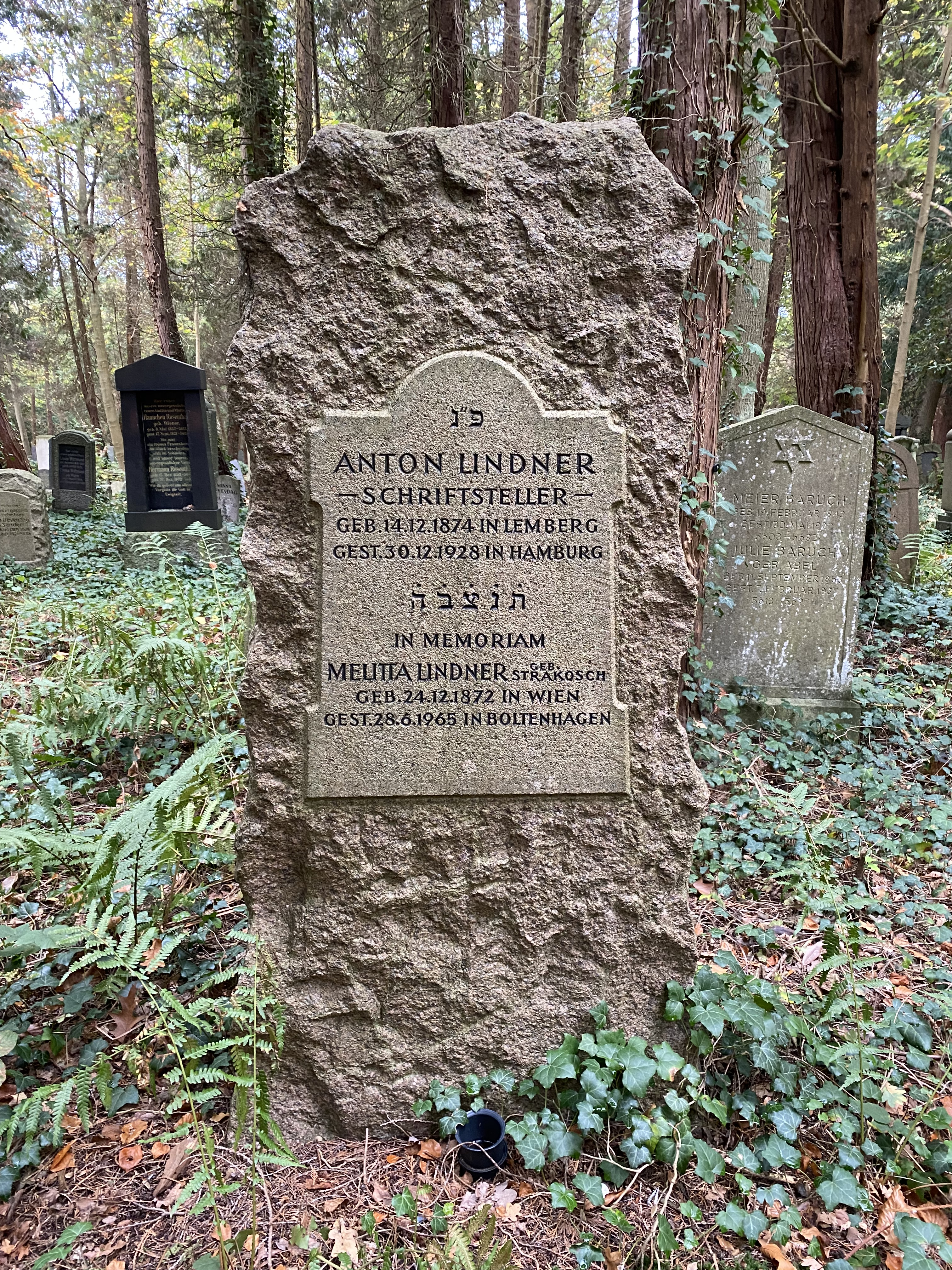
Grabstein auf dem Jüdischen Friedhof Ohlsdorf

Auch das in einem Zeitungswettbewerb siegreiche Gedicht Der Ton vom Tode von Anton Lindner war Paul Barsch zugeeignet, der sich mit einer Zueignung seines Romans Von Einem, der auszog revanchierte.
Dem Komponisten Richard Strauss schlug Lindner 1901 vor, das in Frankreich 1896 uraufgeführte Drama Salomé von Oscar Wilde als Libretto zu bearbeiten. Strauss entdeckte in Lindners Fassung „ein paar geschickt versifizierte Anfangsszenen“, entschloss sich aber dann, das Libretto selbst einzurichten. Dabei griff er auf die – von Lindner herausgegebene – Salomé-Übersetzung von Hedwig Lachmann zurück; er ließ den Wortlaut unverändert, nahm jedoch musikalisch-dramaturgisch bedingte Kürzungen und Umstellungen vor.
1913 ging Lindner nach Hamburg und gab dort die Neue Hamburger Zeitung heraus. Er starb am 30. Dezember 1928 in Wandsbek nach zweitägiger Erkrankung an einer Angina. Sein Grabstein befindet sich auf dem Jüdischen Friedhof Ohlsdorf.

## Werke
- (unter dem Pseudonym  Pierre d'Aubecq:) Die Barrisons. Zum Kapitel: Zeitsatire. Ein Kunsttraum. Aus dem Manuskript übersetzt und eingeleitet. Schuster Loeffler, Berlin 1897
- Der Ton vom Tode. Gedichte, 1900
- (mit Gustav Pauli:) Jubiläumsausstellung zur Feier des hundertjährigen Bestehens der Galerie Commeter, Hamburg 1821-1921. Gemälde erster Meister. Katalog mit kritischen Betrachtungen. Commeter'sche Kunsthandlung Wilhelm Suhr, Hamburg 1921
- Trost für bibliophile Damen. Gedicht. Zur Erinnerung an den Goethe-Gedenkabend am 2. September 1939 überreicht v. Paul Kaeser. Vereinigung Oltner Bücherfreunde, Olten 1939

## Herausgebertätigkeit
Festschrift der Österreichisch-Ungarischen Kolonie in Hamburg zum 60jährigen Regierungs-Jubiläum Franz Josef I. K. Bendschneider, Hamburg 1908

## Beiträge in Periodika
- Bühne und Welt
- Die Gesellschaft. Monatschrift für Litteratur, Kunst und Sozialpolitik
- Monats-Blätter des Vereins Breslauer Dichterschule (ab 1901: Der Osten. Literarische Monatsschrift der „Breslauer Dichterschule“)
- Neue Hamburger Zeitung
- Strindbergs Dramen. Deutsche Aufsätze. H. 1, Georg Müller, München / Leipzig 1911
- Wiener Rundschau

## Vertonungen
- Hochzeitlich Lied. (Deutsch und englisch; englische Übersetzung v. John Bernhoff). In Richard Strauss: 6 Lieder mit Klavierbegleitung, op. 37. Aibl, Leipzig / Wien 1912
- Marienfäden („Im Leide ging ich...“). Lied für eine mittlere Singstimme mit Begleitung des Pianoforte. Moritz Kluge (Nr. 2 von zwei Kompositionen). Bartels, Braunschweig o. J. [ca. 1915]
- Kleine Erkenntnis. In: Edvard Moritz: Quartett für 2 Violinen, Viola und Violoncell op. 10, mit Sopran-Solo. Worte von Anton Lindner und Oskar Loerke [von diesem Pansmusik]. Taschenpartitur. Mainz: Schott o. J. [ca. 1918]